# Yamato, le bûcheron
Pour plus de détails, voir Fiche technique et Distribution.
Yamato, le bûcheron (永遠の心, Eien no kokoro) est un film japonais réalisé par Keisuke Sasaki et sorti en 1928.

## Synopsis
Le bûcheron Yamato élève seul sa fille depuis que sa femme est morte en couche. Le baron propriétaire des forêts où il travaille le convainc de le laisser adopter l'enfant, malgré ses réticences. Quinze ans passent sans que Yamato ne revoit sa fille.

## Fiche technique
- Titre : Yamato, le bûcheron[1]
- Titre original : 永遠の心 (Eien no kokoro?)
- Réalisation : Keisuke Sasaki (crédité sous le nom de Tsunejirō Sasaki)
- Scénario : Kōgo Noda
- Photographie : Suketarō Inokai
- Société de production : Shōchiku (studio Kamata)
- Société de distribution : Pax Film (France)
- Pays de production :  Japon
- Format : noir et blanc — 1,33:1 — 35 mm — muet
- Genre : drame
- Métrage : neuf bobines[2]
- Dates de sortie :
  - Japon : 27 avril 1928[2]
  - France : vers 1930

## Distribution
- Yūkichi Iwata (ja) : Yamato, le bûcheron
- Kinuyo Tanaka : sa fille
- Hideo Fujino : le baron
- Chitose Hayashi
- Sōichi Kunijima (ja)
- Fumiko Okamura

## Autour du film
En 1928, Nagamasa Kawakita fonde à Tokyo la société Towa Films (東和商事, Tōwa Shōji) — aujourd'hui Toho-Towa — une compagnie d'importation de films européens au Japon. Cette société a aussi permis la projection de quelques films japonais en Europe. C'est le cas de Yamato, le bûcheron qui a été montré à Paris et à Berlin vers 1930, et de Nippon (1932), un film omnibus constitué à partir de trois films muets japonais qui ont été sonorisés, mais ses films reçoivent un accueil mitigé. Ces échecs ont pour conséquence de considérablement freiner l'importation de films japonais en Europe.
En 2010, la Cinémathèque française fait l'acquisition de l'affiche originale de Yamato, le bûcheron lors de la sortie du film en France dans les années 1930.